# Monasterio Agaliense

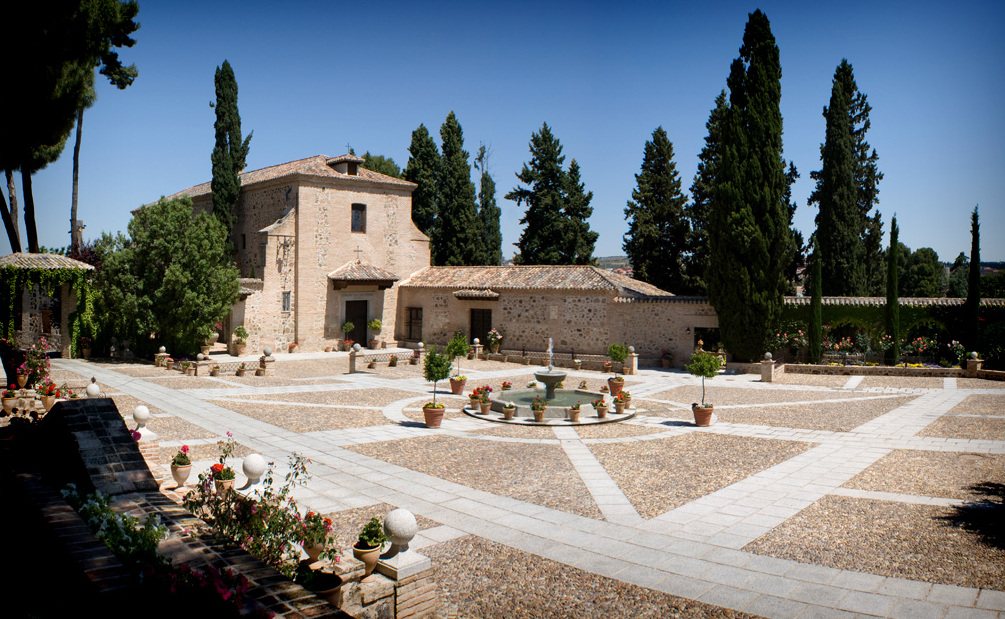
Ermita del Santo Ángel Custodio, en cuyas cercanías algunos autores situaron el Monasterio Agaliense.

El desaparecido Monasterio de Agali o agaliense fue un emplazamiento monástico fundado sobre 590/600, probablemente dedicado a San Cosme y San Damián, en las cercanías de Toledo, por entonces capital del Reino visigodo de Toledo. Su emplazamiento concreto no está aún claro y se han barajado distintos lugares como la importante carretera hacia Complutum y la Galia,  la zona denominada La Peraleda o las inmediaciones del Cigarral del Santo Ángel Custodio. Varios de sus monjes se convirtieron en obispos de Toledo durante el siglo VII. En él desarrolló parte de su vida San Ildefonso de Toledo, llegando a ser abad del monasterio
Agali fue uno de los primeros monasterio regulares (sitios donde se seguían unas reglas monásticas) en el centro, el sur o el oeste de España, si bien existían tales comunidades antes de finales del siglo VI, en la costa mediterránea y en el noreste. En el resto de España no había una tradición más antigua del ascetismo individual o familiar, representada por el celibato voluntario y la creación de hogares monásticas privados. Los monasterios regulares parecen haber sido introducidos por exiliados de África, huyendo de la resolución forzada por el  gobierno bizantino al Cisma de los Tres Capítulos y los ataques de los Bereberes precipitados por la debilidad militar bizantina. Agali puede haber sido fundada por los expatriados africanos.
El segundo abad de Agali, Eladio de Toledo, llegó a ser obispo de Toledo en el año 615, y fue sucedido como abad por Justo de Toledo, un monje de Agali desde la infancia. En 633, Eladio regresó a Agali a morir. Durante sus últimos días, se consagró como diácono el monje Ildefonso de Toledo, que posteriormente se convirtió en abad y finalmente obispo en 657. Eladio fue sucedido como obispo por Justo, a quien sucedió como abad Richila. Mientras fue obispo, Justo envió un tratado ahora perdido a Richila, pero su contenido es desconocido. En 636, Justo fue sucedido por Eugenio II, otro monje de Agali y estudioso de Eladio, que había seguido a su maestro a Toledo en el año 615.